# 憩室
在解剖学和组织学中，憩室（源自拉丁语，意为“旁路”）指身体中空心器官和结构外壁向外凸出的额外腔室。在医学中“憩室”一词通常形容异常存在的结构（如梅克尔氏憩室），但在生物学和胚胎学中可以用来指从其它结构发展成长出的正常结构（比如从舌发育出的甲状腺憩室）。

## 分类
憩室根据其室壁的组成结构，可分为真性憩室和假性憩室两类：
- 真性憩室（true diverticulum）：指憩室的外壁拥有其原生器官所有的组织分层，特别是外肌层和外膜层[2]；
- 假性憩室（false diverticulum）：也称“伪憩室”（pseudodiverticulum），指憩室的外壁并没有包括其原生器官的所有组织分层（通常指包括了黏膜层和黏膜下层）[2]。

## 胚胎学
- 肾脏是由泌尿系统发展过程中延伸出的憩室形成；
- 肺脏是由前肠腹侧延伸出的憩室形成[3]；
- 胸腺是从内胚层第三咽囊长出的两个憩室形成[4]；
- 甲状腺源自舌头下方衍生出的一个憩室，如果没能正常闭合则会造成甲状舌管囊肿[3]。

## 人体病理学

### 消化道憩室

食道憩室的三个种类：
1、咽部（赞克氏）；2、中部；3、膈上

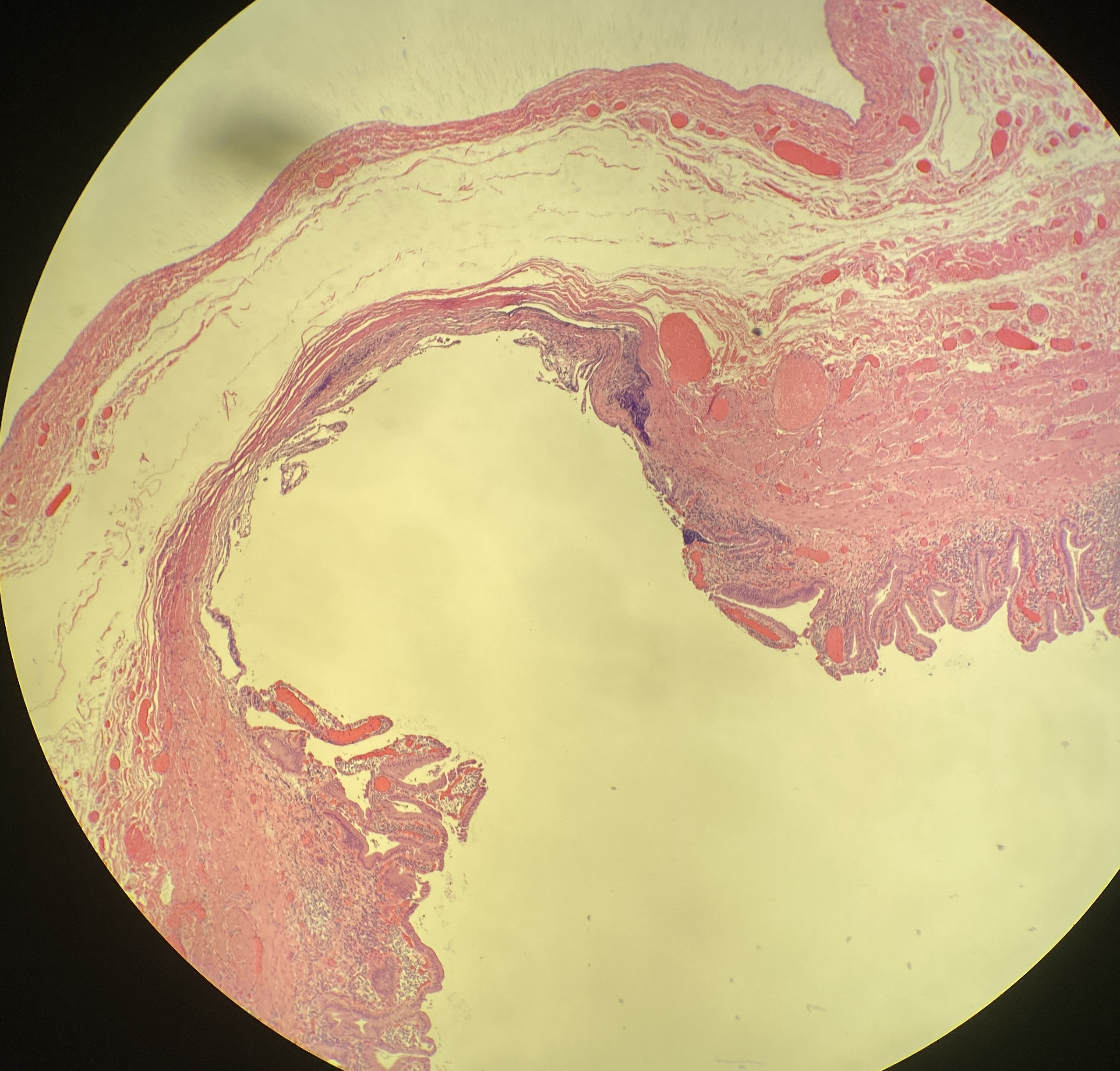
组织病理学切片展示的胆囊壁中的假性憩室

- 食道憩室（oesophageal diverticula）可发生在三个区域:

1. 咽部憩室（pharyngeal diverticulum）：也称赞克氏憩室（Zenker's diverticulum），通常发生砸老年人群；
2. 食道中段憩室（mid-oesophageal diverticulum）；
3. 膈上食道憩室（epiphrenic oesophageal diverticulum）：由贲门括约肌的功能障碍（如贲门失弛缓症）造成；

- 十二指肠憩室（duodenal diverticulum）：通常由十二指肠壁局部（通常在第二、三部之间的肝胰壶腹附近）的弱点引发，在医学影像的正常人群中偶然发现的概率可高达23％，可能会因滞留食物残渣而导致炎症[6]；
- 空肠憩室（jejunal diverticulum）：可以造成细菌滋生并引发穿孔和脓肿；
- 基利安—贾米森氏憩室（Killian-Jamieson diverticulum）：一种食管颈段侧壁憩室[7]；
- 莱默氏憩室（Laimer diverticulum）：一种喉咽与食道交界处的憩室；
- 结肠憩室（colonic diverticulum）：也称憩室病（diverticulosis），指结肠壁中因为黏膜层和黏膜下层从外肌层的空隙间外疝形成的憩室，如果感染导致憩室炎则可能造成穿孔[8]
- 胃憩室（gastric diverticula）：非常罕见[9]；
- 梅克尔氏憩室（Meckel's diverticulum）：因胚胎发育时的卵黄管（vitelline duct）未能正常闭合导致的憩室[10]，通常遵循“2的法则”——即发生在2％的人口中（为最常见的肠道天生畸形[11]）、长度约2英寸（5.1）、距离回盲瓣约2英尺（61）、症状常在2岁前出现、男性出现并发症的风险约为女性的2倍、可能含有2种类型的异位组织（最常见是胃黏膜，其次是胰脏组织）[12]；
- 罗阿氏窦（Rokitansky-Aschoff sinus）：指胆囊腺体和肌层过度增生导致黏膜层陷入肌层形成的胆囊壁憩室症，通常与慢性胆囊炎相关[13]。

肠胃道的憩室能够导致肠结石的形成，甚至造成肠梗阻。

### 生殖泌尿道憩室
- 膀胱憩室（bladder diverticula）：膀胱上长出的形同气球、通常成对的凸出部，通常与慢性尿潴留（如老年男性常有的良性前列腺增生症）相关；
- 肾盏憩室（calyceal diverticula）[15]；
- 尿道憩室（urethral diverticula）：在阴道前壁距阴道口1～3厘米处，通常发生在30～70岁的女性中[16]。

### 其它
- 科默雷尔憩室（diverticulum of Kommerell）：主动脉弓的一种解剖变异，源于右锁骨下动脉边额外出现了一根异常的迷走动脉（迷走右锁骨下动脉）[17]；
- 心脏憩室（cardiac diverticulum）：一种非常罕见的心脏畸形[18]。

## 图集

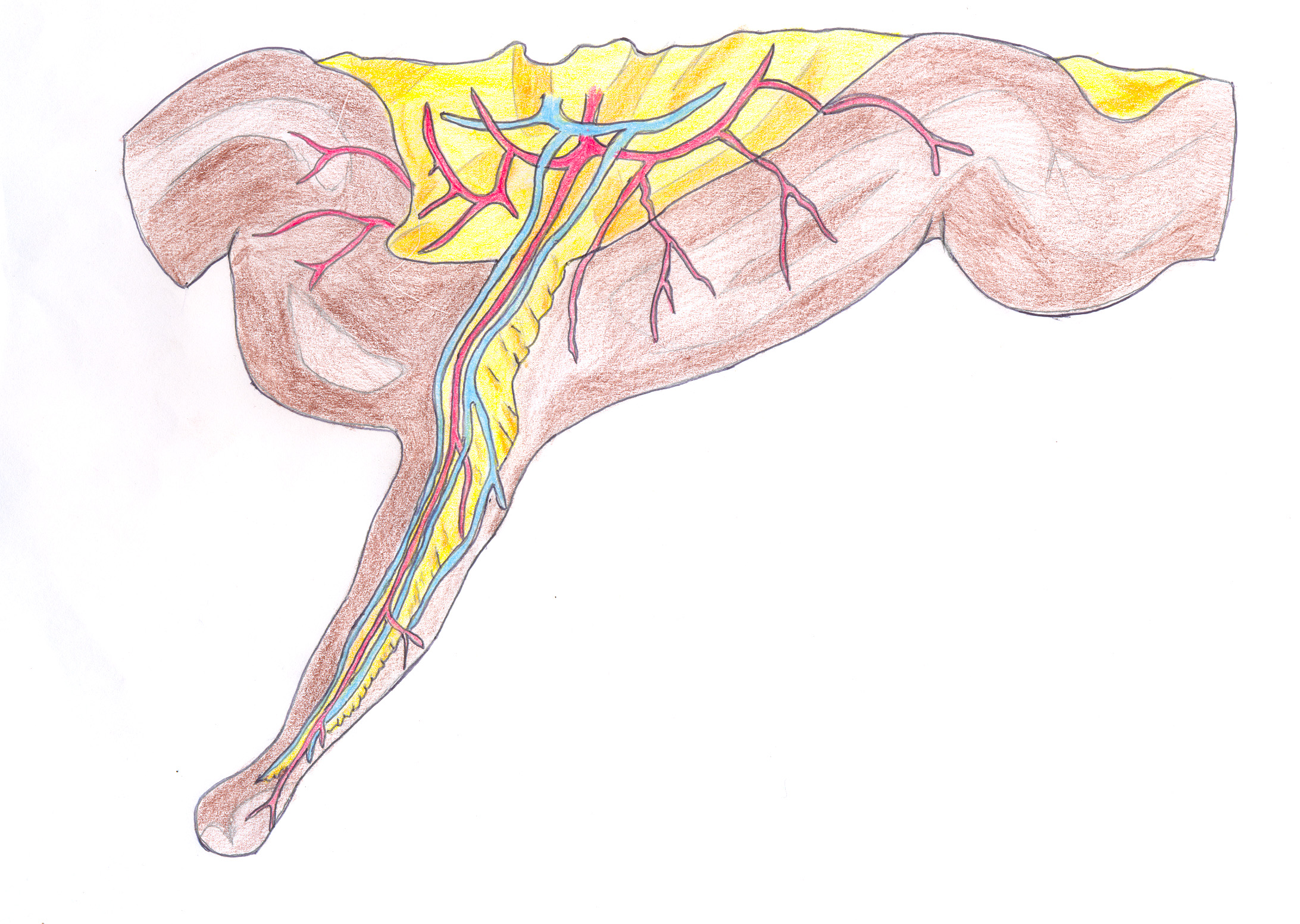
梅克尔氏憩室
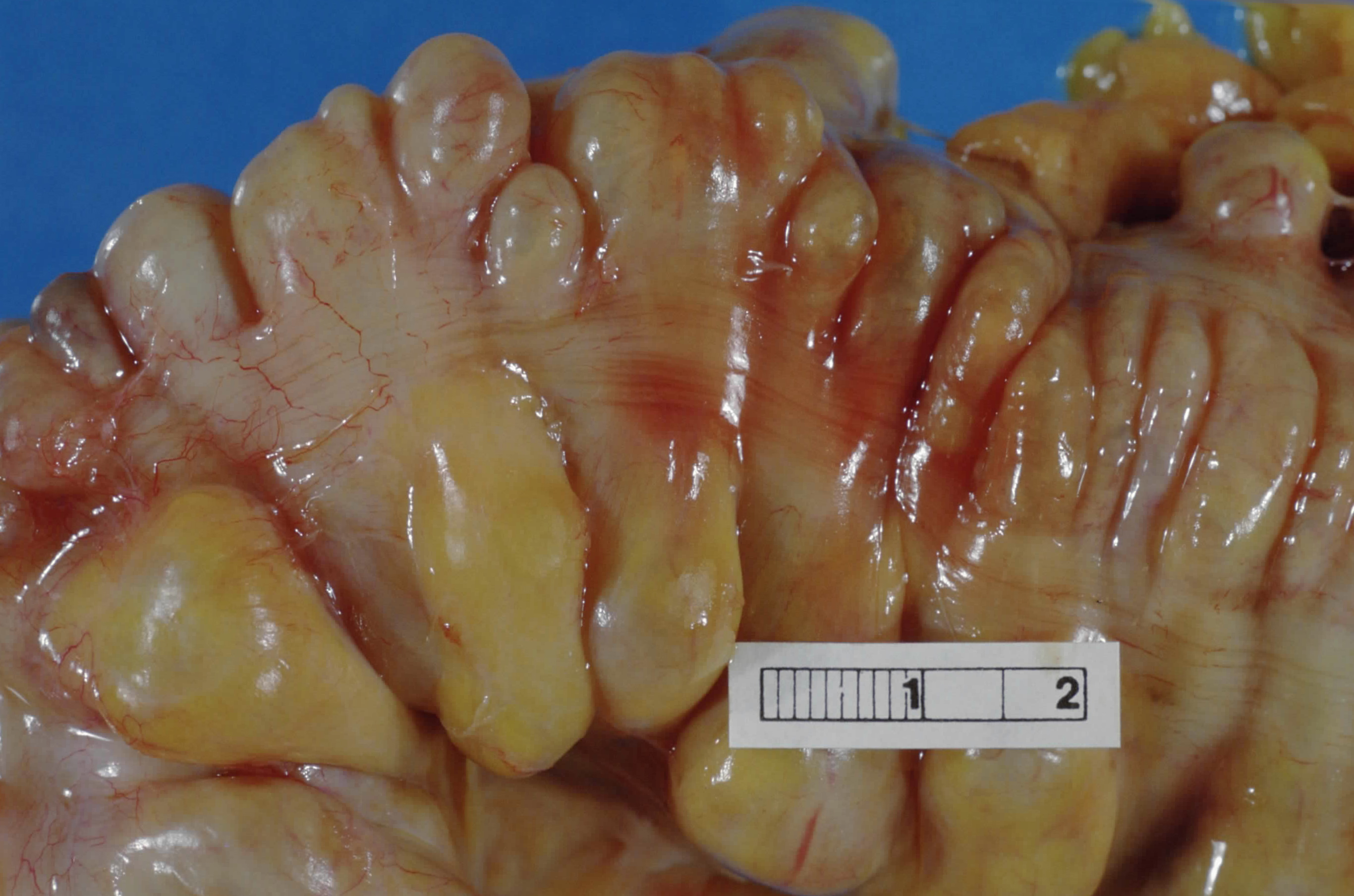
大肠（乙状结肠）的结肠憩室
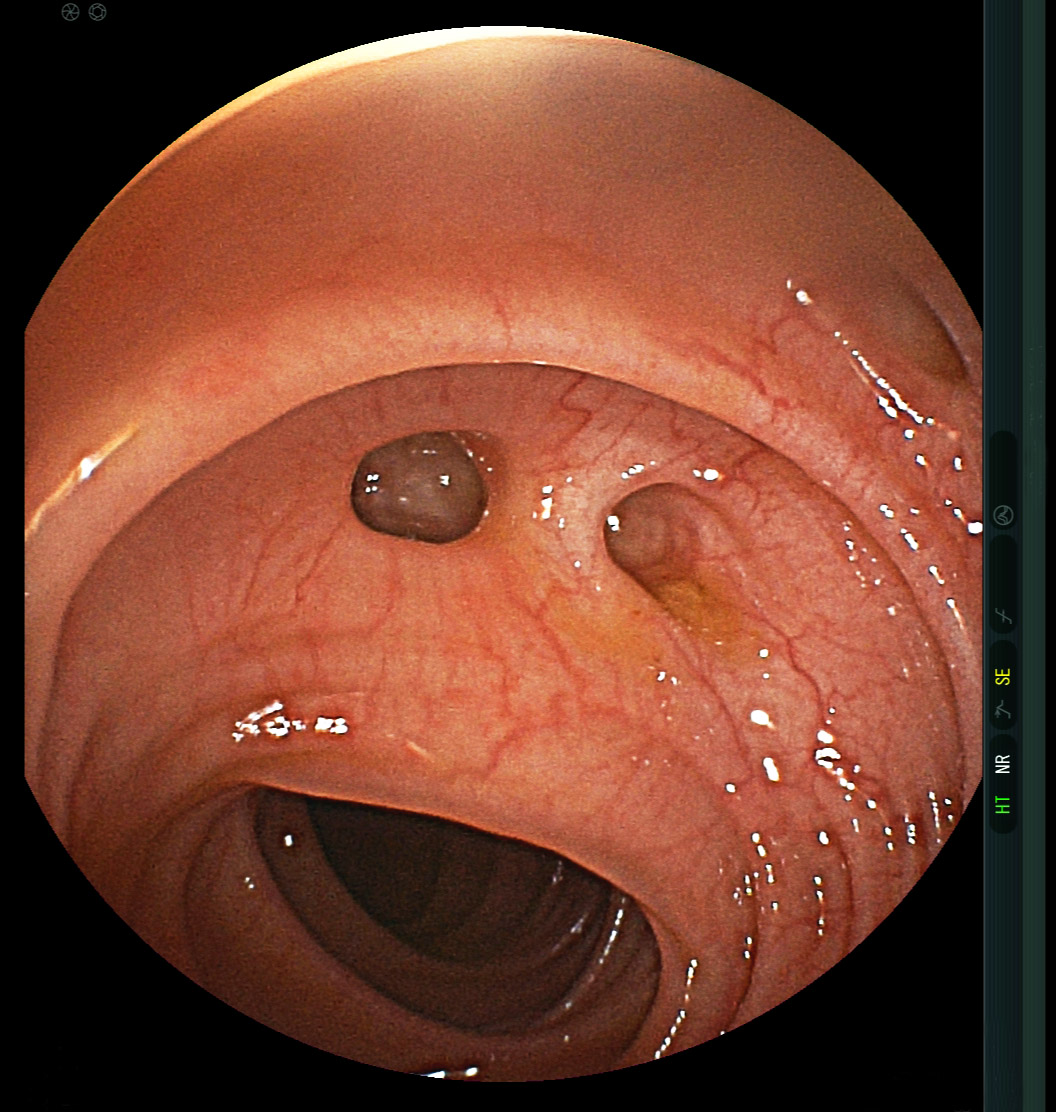
大肠镜检查时看到结肠憩室
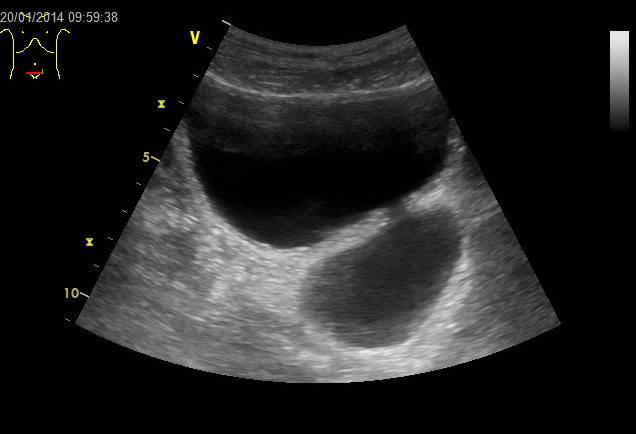
超声检查发现的膀胱憩室
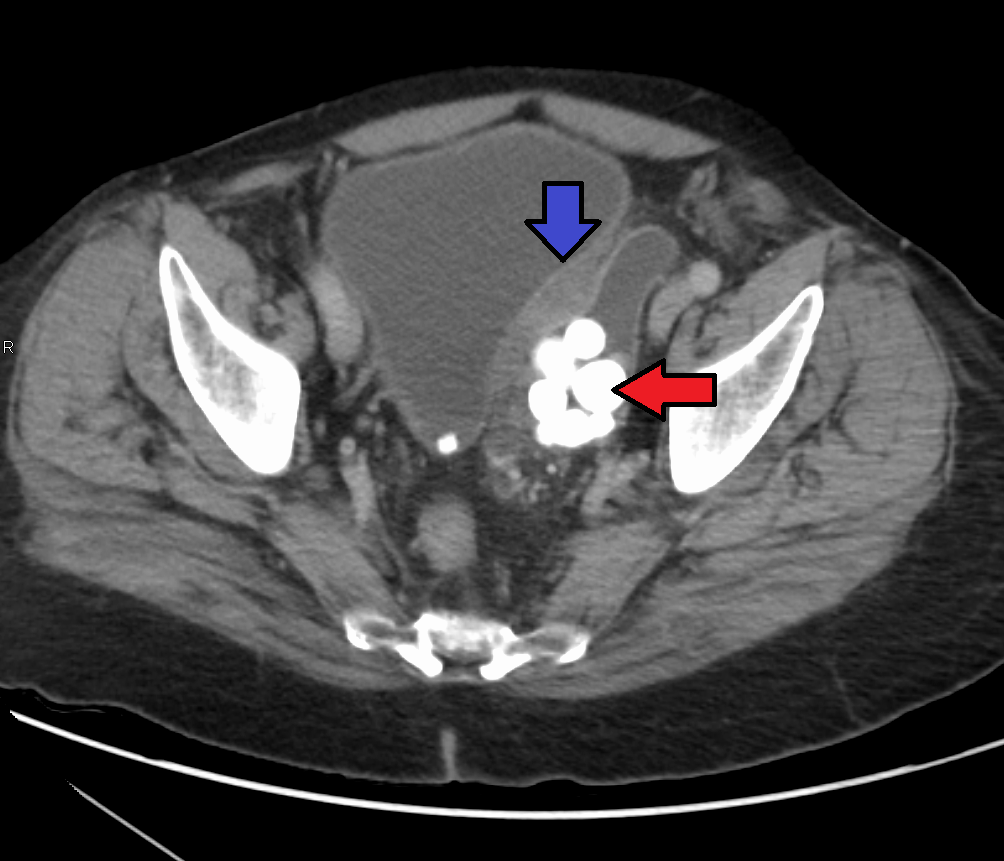
CT发现的含有尿路结石（红箭头）的膀胱憩室
- 普通超声检查下的膀胱憩室[19]
- 多普勒超声下的膀胱憩室[19]